# Rollkur
Die Rollkur ist eine alte Behandlungsmethode zur gleichmäßigen Verteilung eines Arzneimittels im Magen. Bei der Gabe von flüssigen oder breiigen Arzneimitteln, die im Magen wirken sollen, kann sie unterstützend angewendet werden. Rollkuren wurden früher bei der Behandlung von Magenschleimhautentzündungen und Magengeschwüren angewendet. Hierbei kam Silbereiweiß-Acetyltannat zur Anwendung (Targesin).
Der Patient nimmt nach Einnahme des flüssigen oder breiigen Arzneimittels (es kann sich hier auch um einen Tee handeln) in den nüchternen Magen nach bestimmten Zeitabständen Rücken-, Bauch- und beide Seitenlagen auf einem harten Boden ein, um eine gleichmäßige Verteilung des eingenommenen Arzneimittels auf die gesamte Schleimhaut sicherzustellen. Durch den Einsatz moderner Medikamente ist die Methode in den Hintergrund getreten.
Bei Blähungen kann eine Rollkur durchaus hilfreich sein: Der Patient legt sich abwechselnd auf die eine und die andere Seite. Die Gase steigen jeweils nach oben bzw. sie werden von anderen Darminhalten der Schwerkraft folgend verdrängt (rein mechanisch) und können dann einfacher ausgeschieden werden.